# Устав Мексика из 1917.
Устав Мексика из 1917. године, званично Политички устав Сједињених Мексичких Држава (шп. Constitución Política de los Estados Unidos Mexicanos), тренутни је важећи устав Мексика. Потписан је у Сантијагу де Керетару, у држави Керетаро, током Мексичке револуције. Усвојила га је Уставотворна скупштина 5. фебруара 1917. Овај устав је наследник Устава из 1857. године и ранијих мексичких устава.